# 宮力
宮 力（ゴン・リー）は、中国の実業家、計算機科学者である。
ARMアーキテクチャ向けのOSを開発するイギリスのソフトウェア会社であるLinaroのCEOである。その前職は、モバイルOSに特化したOS開発企業であるAcadine Technologiesの創業者兼CEOだった。同社の主力製品であるH5OSは、HTML5をベースとしたOSであり、宮が開発を統括していたFirefox OSから派生したものだった。

## 若年期と教育
宮は北京で生まれ、そこで育った。清華大学で理学の学士号と修士号を取得し、イギリスのケンブリッジ大学で計算機科学のPhDを取得した。

## 学術における業績
宮は22件のアメリカ特許を取得し、3冊の書籍（アディソン＝ウェスリーとオライリーから出版）と多数の技術論文、『ネイチャー』の8件の一般論文を共同執筆した。1989年のIEEE Symposium on Security and Privacyで最優秀論文賞を受賞し、1994年にIEEE Communications Societyからレオナルド・G・アブラハム賞を受賞した。

## キャリア
宮は主にコンピュータシステム、ネットワーク、情報セキュリティ分野の研究者としてキャリアをスタートさせた。ACM CCS、IEEE S&P、IEEE CSFWでプログラム委員長や一般会議議長を歴任した。また、ACM TISSECの副編集長、IEEE Internet Computingの副編集主幹を務めた。ニューヨーク州イサカのオデッセイ・リサーチを経てカリフォルニア州メンローパークのSRIインターナショナルの計算機科学研究所に勤務した。コーレル大学とスタンフォード大学で客員研究員を、母校の清華大学で客員教授を務めた。
1996年、サン・マイクロシステムズにチーフJavaセキュリティ・アーキテクトとして入社した。その後、ディスティングイッシュト・エンジニアとなり、Java Embedded ServerとJXTAの開発を統括した。また、標準化団体OSGiにおいて、Javaエキスパート・グループの設立議長を務め、OSGi 1.0仕様の開発を主導した。2001年、中国にサン・マイクロシステムズのEngineering and Research Institute (ERI)を設立し、そのゼネラルマネージャーとしてSolaris、ブラウザ、OpenOfficeや関連するデスクトップソフトウェアの研究開発チームを指揮した。
2005年にマイクロソフトに入社し、中国におけるMSNのゼネラルマネージャー、マイクロソフト中国R&Dグループのバイスプレジデントとなった。北京と上海の開発チームを指揮し、MSNが提供するの全てのサービスを担当した。
2007年にMozilla Corporationに入社し、中国の子会社Mozilla Onlineを設立して会長兼CEOに就任した。その4年後にMozilla Taiwanを設立してCEOに就任した。後に、Mozilla本社でモバイルデバイス担当バイスプレジデント、アジア事業担当社長、最高執行責任者、社長などの役職を歴任した。
2015年にMozillaを退社して、Acadine Technologies（当初は"Gone Fishing"）を設立した。